# Praxis (časopis)
Praxis je bio filozofski časopis koji je izdavalo Hrvatsko filozofsko društvo. Pokrenula ga je skupina marksistički orijentiranih filozofa teoretičara filozofije prakse – takozvanih praxisovaca, uglavnom sa Zagrebačkog sveučilišta. 
Časopis je izlazio u dva izdanja; domaćem i inozemnom. Prvi broj jugoslavenskog izdanja Praxisa izašao je 1. rujna 1964. godine. Praxis izlazi sve do 1974. godine kada je zbog pomankanja sredstava ugašen. Inozemna izdanja Praxisa izlazila su od 1965. do 1973. Osnivači časopisa bili su filozofi Branko Bošnjak, Danko Grlić, Milan Kangrga, Rudi Supek, Gajo Petrović, Predrag Vranicki, Danilo Pejović i Ivan Kuvačić. Prvi urednici časopisa bili su profesori sa zagrebačkog filozofskog fakulteta, odsjeka za filozofiju: Gajo Petrović i Danilo Pejović, kao ravnopravni urednički dvojac. Pejović je 1966. godine podnio ostavku na svoje mjesto i otišao iz redakcije, na njegovo mjesto došao je Rudi Supek. U siječnju 1974. godine i Supek je podnio ostavku. Njega je zamijenio Ivan Kuvačić, koji je s Gajom Petrovićem uređivao Praxis do njegovog zadnjeg broja. 
Usporedo s izdavanjem časopisa, praxisovci priređuju i Korčulansku ljetnu školu, godišnji filozofski skup na kojem sudjeluju neki od najugledijih inozemnih filozofa (Ernst Bloch, Henri Lefebvre, Herbert Marcuse, Jürgen Habermas i drugi).

## Značajke časopisaPraxis
Časopis Praxis je svojom kritikom prakse u socijalizmu htio vratiti kreativni potencijal marksizmu. Ili po riječima urednika – Primarni je zadatak jugoslavenskih marksista, na primjer, da kritički raspravljaju o jugoslavenskom socijalizmu. Takvim kritičkim raspravljanjem jugoslavenski marksisti mogu najviše pridonijeti ne samo svom vlastitom već i svjetskom socijalizmu.
Autori okupljeni oko časopisa inspiraciju za svoje studije, crpli su na idejnim zasadama; Antonija Gramscija, Karla Korscha, Georga Lukácsa, Ernsta Blocha, Herberta Marcusea, Ericha Fromma i Luciena Goldmanna. Časopis je gotovo ravnopravno objavljivao tekstove filozofa s tadašnjeg istoka i zapada. Urednici Praxisa naginjali su objavljivanju kritičkih tekstova protiv tadašnje vladajuće lenjinističke teorije i prakse, koju je tada provodio i Savez komunista Jugoslavije. Takav položaj časopisu je u prvim godinama izlaženja donio respektabilan ugled ne samo u uglednim filozofskim krugovima, već i u široj kulturnoj javnosti kako na zapadu tako i na istoku.
Praxis je uspio oko sebe okupiti znatan krug onovremenih europskih i američkih filozofa najrazličitijih orijentacijâ, od neortodoksnih marksista, preko fenomenologa do analitičkih filozofa, članovi njegovog redakcijskog savjeta bili su: Kostas Axelos (Pariz), Alfred J. Ayer (Oxford), Zygmunt Bauman (Tel Aviv), Norman Birnbaum (Amherst), Ernst Bloch (Tübingen), Thomas Bottomore (Brighton), Umberto Cerroni (Rim), Robert S. Cohen (Boston), Veljko Cvjetičanin (Zagreb), Mladen Čaldarović (Zagreb), Božidar Debenjak (Ljubljana), Mihailo Đurić (Beograd), Marvin Farber (Buffalo), Muhamed Filipović (Sarajevo), Vladimir Filipović (Zagreb), Eugen Fink (Freiburg), Ivan Focht (Sarajevo), Erich Fromm (Mexico City), Lucien Goldmann (Pariz), Andre Gorz (Pariz), Jurgen Habermas (Frankfurt), Erich Heintel (Beč), Agnes Heller (Budimpešta), Besim Ibrahimpašić (Sarajevo), Mitko Ilievski (Skoplje), Leszek Kolakowski (Varšava), Veljko Korać (Beograd), Karel Kosik (Prag), Andrija Krešić (Beograd), Henri Lefebvre (Pariz), György Lukács (Budimpešta), Serge Mallet (Pariz), Herbert Marcuse (San Diego), Mihailo Marković (Beograd), Vojin Milić (Beograd), Enzo Paci (Milano), Horward L. Parsons (Bridgeport), Zagorka Pešić-Golubović (Beograd), David Reisman (Cambridge, Massachusetts), Veljko Rus (Ljubljana), Svetozar Stojanović (Beograd), Julius Strinka (Bratislava), Abdulah Šarčević (Sarajevo), Ljubo Tadić (Beograd), Ivan Varga (Budimpešta), Kurt Wolff (Newton), Aldo Zanardo (Bologna), Milan Životić (Beograd).
Godine uzleta časopisa su se poklopile s uzletom revolucionarne ljevice u Jugoslaviji, koja se oduševljavala novoljevičarskom kontrakulturom na zapadu. Vrhunac tog utopijskog žara bila je studentska buntovna 1968. godina s velikim demonstracijama po Parizu i drugim europskim metropolama, koje su imale odjeka i u Jugoslaviji (studentske demonstracije na Beogradskom univerzitetu, i Zagrebačkom sveučilištu). Tjedan po izbijanju beogradskih demonstacija Tito je u svom govoru isprva podržao studentske zahtjeve kako bi smirio situaciju, no potom se okomio na pobunu i posebno na Praxis. Taj trenutak bio je prijeloman za budućnost Praxisa; nakon toga časopis i njegov krug dobivaju etiketu anarholjevičara i postupno im se ukidaju sredstva što je sve dovelo do gašenja časopisa.

## Pogledajte i ovo
- Praxis filozofija
- Korčulanska ljetna škola

## Vanjske poveznice
- Praxis
- Uvodna riječ - Rudi Supek  Arhivirana inačica izvorne stranice od 19. studenoga 2008. (Wayback Machine)